# 前陸盆地

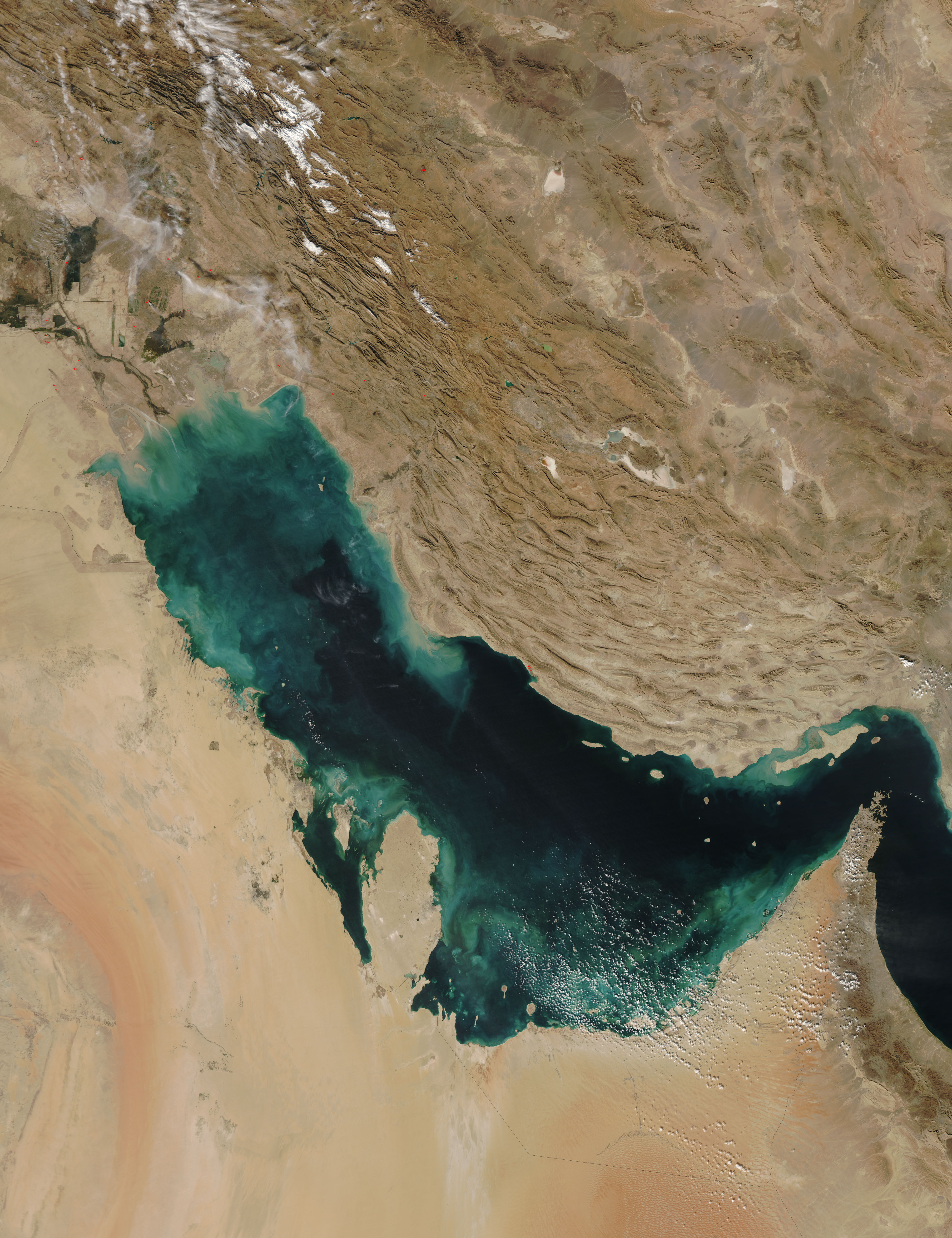
波斯灣 - 由札格羅斯造山帶形成的前陸盆地

前陸盆地是一個與造山帶相鄰，並且平行發展的構造盆地。由於造山運動使得地殼增厚，巨大的重量讓岩石圈彎曲，使得前陸盆地產生，這也是大家熟悉的地殼均衡。前陸盆地的寬度與深度取決於下方岩石圈的彈性剛度以及造山帶的特性。從鄰近造山帶被侵蝕的沉積物，堆積在前陸盆地中，形成厚沉積序列。前陸盆地是由於板塊聚合、上方荷重增加而形成；若是因為板塊張裂產生的沉積空間，則稱為張裂盆地。

## 前陸盆地的類型
前陸盆地分為兩種類型:
- 邊緣盆地:由於板塊碰撞、隱沒而形成的前陸盆地。
  - 例如：歐洲北部的阿爾卑斯前陸盆地、亞洲的恆河盆地。

- 弧後（尾弧）盆地:由於海洋板塊下沉的拉力，位於隱沒帶－火山弧之後的前陸盆地。
  - 例如：安地斯盆地、北美的晚中生代到新生代洛磯山脈盆地。

## 前陸盆地系統
DeCelles & Giles（1996）對前陸盆地系統提出了詳盡的定義，需具備三種特徵：
1. 大陸地殼上，在聚合造山帶和克拉通之間形成可以容納沉積物堆積的狹長區域，主要是為了因應隱沒帶以及外圍或弧後摺皺逆衝帶的地球動力機制。
2. 包括四個區域：楔形頂端堆積區，前淵盆地，前凸起及後凸起堆積區–沉積區域的劃分是根據沉積時間的地點，而不是逆衝帶最終的空間分佈。
3. 前陸盆地系統的縱軸長度大約等於摺皺逆衝帶的長度，不包括沉積物溢入殘留洋盆或大陸裂谷。

### 堆積區
楔形頂端堆積區：位逆衝帶的頂端，接收所有沉積物，形成豬背盆地（piggyback basin）。
前淵盆地：是最厚的沉積區域，且愈靠近造山帶愈厚。沉積物來自遠處的河流、湖泊、三角洲以及海洋沉積體系。
前凸起後凸起堆積區：是最薄且最遠的沉積區域，並不一定會出現。出現的話是由於區域不整合和淺海沉積。
愈靠近逆衝帶，沉積作用愈快。前淵盆地的沉積物搬運作用通常平行於逆衝斷層的走向。

## 板塊運動及地震活動性
前陸盆地的板塊運動可藉由研究與之連接的變形區來計算。GPS測量提供了板塊相對移動的速度。另外也要考慮到目前的動力機制跟變形開始時，不可能是一樣的。因此，考慮非GPS的模型，去決定大陸碰撞的長期演化，以及相鄰的前陸盆路是如何形成的，是很重要的。
比較GPS模型（Sella et al. 2002）與非GPS模型可以計算出變形速率，這些數據也能限制可能的模型的數量，以及讓特定區域內的模型更準確。
地震活動性決定了地震活動區域發生，以及測量所有的斷層位移和變形發生的時間（Allen et al. 2004）。

## 盆地的形成
隨著造山帶的增長，施加在地殼上的巨大重量，導致地殼彎曲或變得彈性，使地殼下陷，所以因應地殼均衡，造山帶的荷重下陷由前凸起堆積區的向上彎曲來補償。
基於板塊構造論，邊緣前陸盆地的演化包刮三個階段：
1. 被動邊緣階段：張裂大陸邊緣上方因造山帶荷重。
2. 早期聚合階段：深水的情況。
3. 晚期聚合階段：造山楔兩旁是陸地或淺海前陸盆地（Allen & Allen 2005）。

由於造山帶下方的溫度很高，使岩石圈變得脆弱，因此，逆衝帶是容易活動的，前陸盆地系統也隨著時間變形，構造不整合，同時展示了隱沒以及構造活動。
前陸盆地中填滿了鄰近造山帶侵蝕的沉積物。在早期的階段，前陸盆地被認為是底部充填，在這個階段，深水常見的海洋沉積物（複理石），沉積。
最後，盆地被完全填滿，這時盆地進入溢出階段，陸源碎屑岩沉積（磨拉石）。在前淵區的沉積物在大陸岩石圈增加了額外的荷重。

### 岩石圈的行為
雖然岩石圈隨著時間變形的程度還有爭議，但大部分的學者（Allen & Allen 2005, Flemings & Jordan 1989）接受用彈性或黏滯-彈性流變學去解釋前陸盆地的岩石圈變形。
Allen & Allen （2005）提出一個移動的荷重系統（圖五），荷重形成的曲線是非對稱的，靠近造山帶下陷形成前陸盆地，周圍抬升稱前凸起堆積區。沉積物傳送速度或是侵蝕流通量隨著地形起伏變化。
由荷重模式可以看出，岩石圈最初很堅硬，盆地寬廣而且不深，擠壓造山時，靠近逆衝帶盆地下陷並且變窄，前凸起堆積區向逆衝帶靠近。擠壓造山時，岩石圈是堅硬的，前凸起堆積區變寬。擠壓變形的階段與岩石圈變弱是相反的。造山荷重下彎曲的岩石圈控制前陸盆地彎曲的形狀。盆地彎曲傾斜以及沉積物都來自於造山帶。

### 岩石圈的強度包絡線
強度包絡線顯示出，前陸盆地和山根下的岩石圈流變性質非常不同，前陸盆地通常顯示出熱力及流變結構，類似抬升的大陸邊緣，有三層脆性層在三層塑性層上。然而山根下方的溫度非常高，因此大大的削弱了岩石圈的強度。
根據Zhou等人在2003提出，「造山帶在擠壓應力下的岩石圈形為，完全轉變成塑性，除了很薄(大約六公里)的一層脆性在靠近地表的地方，以及或許最上部地函也有一層薄脆性層。」
在造山帶下方，岩石圈弱化的形為可能導致此區的岩石圈彎曲。

## 熱歷程
前陸盆地是低溫盆地，具有低地溫梯度以及低熱流。熱流值平均為1~2 HFU (40-90 mWm−2, Allen & Allen 2005)。快速的地層下陷可能代表著這些低值。
一段時間後，沉積層被掩埋，經過物理或化學作用，被壓密、膠結。研究指出現今量測到的地溫梯度和熱流，幾乎可以跟當地的構造起源和發展對應，也能代表岩石圈的力學機制(Allen & Allen 2005)。

## 前陸盆地內的流體遷移
遷移的流體源自於前陸盆地內的沉積物，受到變形作用而遷移。而其中，鹵水能夠遷移最遠。遷移的證據有：
1. 與原岩距離遙遠；
2. 礦物從含金屬的鹵水中沉積；
3. 淺層沉積物具有異常的熱歷程；
4. 區域性的鉀離子置換；
5. 次生白雲岩在礦體及深部含水層膠結 (Bethke & Marshak 1990)。

### 流體來源
在前陸盆地中，流體攜帶了熱量、礦物和石油，對區域內的構造有巨大的影響。在變形之前，沉積層有許多孔隙，並充滿流體，一旦這些沉積岩被掩埋、壓密，孔隙變小，大約1/3的流體將離開孔隙。這些潛在的流體可以加熱並且將礦物礦化。

### 流體移動的主要動力機制
造山帶的地形是流體移動最主要的驅動力，熱能經由傳導以及對流傳播，深部的液體快速流動造成區域性的熱液區，這些能解釋為什麼前陸盆地在淺部區部也具有高溫。
其他次要的因素有構造應力、逆衝和沉積物壓密，這些因素受到慢速的構造變形、岩性、沉積速率限制，所以被歸類為次要動力；大約為 0–10 cm yr−1，但更可能接近 1 或小於 1 cm yr−1。高壓區可能有更快的移動速度，每一百萬年可以累積一公里或更多的泥質沉積物 (Bethke & Marshak 1990)。

### 油氣移棲
Bethke & Marshak (1990)指出，油氣移棲不只驅動地下水流動，油氣在微細孔移動時也影響浮力與毛細現象。油氣從造山帶流走，流入克拉通的內部，因此，天然氣常常在靠近造山帶被發現，而石油在更遠處被發現(Oliver 1986)。